# زرنيخ (إسنا)
قرية زرنيخ هي إحدى القرى التابعة لمركز اسنا في محافظة الأقصر في جمهورية مصر العربية. حسب إحصاءات سنة 2006، بلغ إجمالي السكان في زرنيخ 7857 نسمة، منهم 3867 رجل و3990 امرأة.